# Tony Hawk's Pro Skater 4
Tony Hawk's Pro Skater 4 è un videogioco di skateboard della serie Tony Hawk sviluppato da Neversoft e pubblicato da Activision per GameCube, Game Boy Advance, PlayStation, PlayStation 2, e Xbox. Nel 2003 è stato distribuito per personal computer.
Il gioco è una deviazione dalla modalità carriera dei tre giochi precedenti, nei quali si hanno un certo tempo per cercare e completare gli obiettivi. THPS4 invece ha come parte principale una modalità carriera più simile alla modalità free-skate, nella quale non ci sono limiti di tempo per esplorare il livello. Questa modalità carriera sarà poi vista nelle modalità Storia delle serie Tony Hawk: Underground e American Wasteland.

## Skater
- Tony Hawk
- Bob Burnquist
- Steve Caballero
- Kareem Campbell
- Rune Glifberg
- Eric Koston
- Bucky Lasek
- Bam Margera
- Rodney Mullen
- Chad Muska
- Andrew Reynolds
- Geoff Rowley
- Elissa Steamer
- Jamie Thomas

### Skater segreti
- Mike Vallely
- Jango Fett
- Eddie (mascot degli Iron Maiden)
- Daisy Duke
- Osvaldino
- Prsecka

La versione per GameBoy non ha come protagonisti i personaggi segreti scritti qui sopra, invece ha questi:
- Momo
- Mindy
- Frycook
- Roger

La versione per PlayStation non ha come protagonisti i personaggi segreti scritti qui sopra, invece ha questi:
- Wee Man

## Livelli
- College
- San Francisco¹
- Alcatraz
- Kona
- Shipyard
- Londra, Inghilterra
- Zoo

Il livello San Francisco non era incluso nella versione per GameBoy

### Livelli segreti
- Chicago (from Mat Hoffman's Pro BMX 2)
- Carnival

La versione per GameBoy ha solo un livello segreto:
- La Zona.

La versione per GameBoy ha solo un livello segreto:
- Little Big World (una cucina)

## Colonna sonora
1. AC/DC - TNT
2. Aesop Rock - Labor
3. Agent Orange - Bloodstains
4. Avail - Simple Song
5. The Bouncing Souls - Manthem
6. The Cult - Bad Fun
7. De La Soul - Oodles of O's
8. Delinquent Habits - House of the Rising Drum
9. The Distillers - Seneca Falls
10. Eyedea & Abilities - Big Shots
11. The Faction - Skate and Destroy
12. Flogging Molly - Drunken Lullabies
13. Gang Starr - Mass Appeal
14. Goldfinger - Spokesman
15. Haiku D'Etat - Non Compos Mentis
16. Hot Water Music - Freightliner
17. Iron Maiden - The Number of the Beast
18. JFA - Beach Blanket Bongout
19. Lunchbox Avenue - Standing Still (bonus track nelle versioni PC e Mac)
20. Lunchbox Avenue - Everything and Anything (bonus track nelle versioni PC e Mac)
21. Less Than Jake - All My Best Friends Are Metalheads
22. Lootpack - Whenimondamic
23. Muskabeatz & Biz Markie - Bodyrock
24. Muskabeatz & Jeru the Damaja - Versus of Doom
25. Muskabeatz & Melle Mel - I'm a Star
26. N.W.A. - Express Yourself
27. Nebula - Giant
28. The Offspring - Blackball
29. Public Enemy - By the Time I Get to Arizona
30. Rocket from the Crypt - Savoir Faire
31. Run-DMC - My Adidas
32. Sex Pistols - Anarchy in the UK
33. System of a Down - Shimmy
34. Toy Dolls - Dig That Groove Baby
35. US Bombs - Yer Country
36. Zeke - Death Alley